# Juan Vera
Juan kardinal Vera, španski rimskokatoliški duhovnik, nadškof in kardinal, * ?, † 4. maj 1507, Salerno.
10. julija 1500 je postal nadškof Salerna, 28. septembra istega leta pa še kardinal. 14. maja 1505 je postal apostolski administrator Leóna.